# Rhododendron catawbiense
Rhododendron catawbiense is een plant uit de heidefamilie (Ericaceae). De plant komt van nature voor in het oosten van Noord-Amerika. De soort groeit vooral in de Appalachen van Virginia in het noorden tot Alabama in het zuiden. Hiernaast komt de plant in een aantal staten verwilderd voor.
De soortaanduiding catawbiense is afkomstig van de indianenstam Catawba.
Het is een dichte struik die meestal tot 3 m hoog wordt, maar onder gunstige omstandigheden kan de plant ook tot 5 m hoog worden. De plant is groenblijvend. De bladeren zijn 6-12 × 2-4 cm groot..
De bloemen zijn niet bijzonder groot. Ze hebben een doorsnede van 3-4,5 cm en zijn paars van kleur, vaak met kleine stippen of strepen.
De vrucht is een 1,5-2 cm grote doosvrucht, die een groot aantal kleine zaadjes bevat.

## Cultuur en gebruik
Het is een populaire sierplant in zowel Noord-Amerika als Europa vanwege haar mooie bloemen.
De soort is nauw verwant aan de Europese soort Rhododendron ponticum en is hiervan ook moeilijk te onderscheiden. Bij kweek vormt het hiermee ook zeer gemakkelijk hybriden. In Noord-Schotland worden deze hybride als invasieve soort beschouwd (Milne & Abbott 2000). Dit werd door onderzoek van DNA-materiaal aangetoond.
... · 
R. arboreum · 
R. atlanticum · 
R. canadense · 
R. catawbiense · 
R. caucasicum · 
R. dauricum · 
R. ferrugineum (Gewone alpenroos) · 
R. groenlandicum · 
R. hirsutum (Harig alpenroosje) · 
R. lapponicum · 
R. luteum (Pontische azalea) · 
R. occidentale · 
R. ponticum (Pontische rododendron) · 
R. quinquefolium · 
R. smirnowii · 
R. tomentosum · 
R. vaseyi · 
...